# 瓦倫西亞地鐵 (委內瑞拉)
瓦倫西亞地鐵（西班牙語：或Metro de Valencia ）是委內瑞拉卡拉沃沃州首府瓦倫西亞的城市軌道交通系統，目前共有一條線路共7座車站，尚有數條路線興建、規劃中。
地鐵系統於2006年11月18日試營運，最初7座車站中只有3座車站開放免費搭乘；2007年11月18日正式啟用，開放了剩餘的全部車站。